# Torre los Negros
Torre los Negros è un comune spagnolo di 94 abitanti situato nella comunità autonoma dell'Aragona.